# 櫃
櫃（ひつ）とは、比較的大型の箱。英語のチェスト (chest) に相当する。

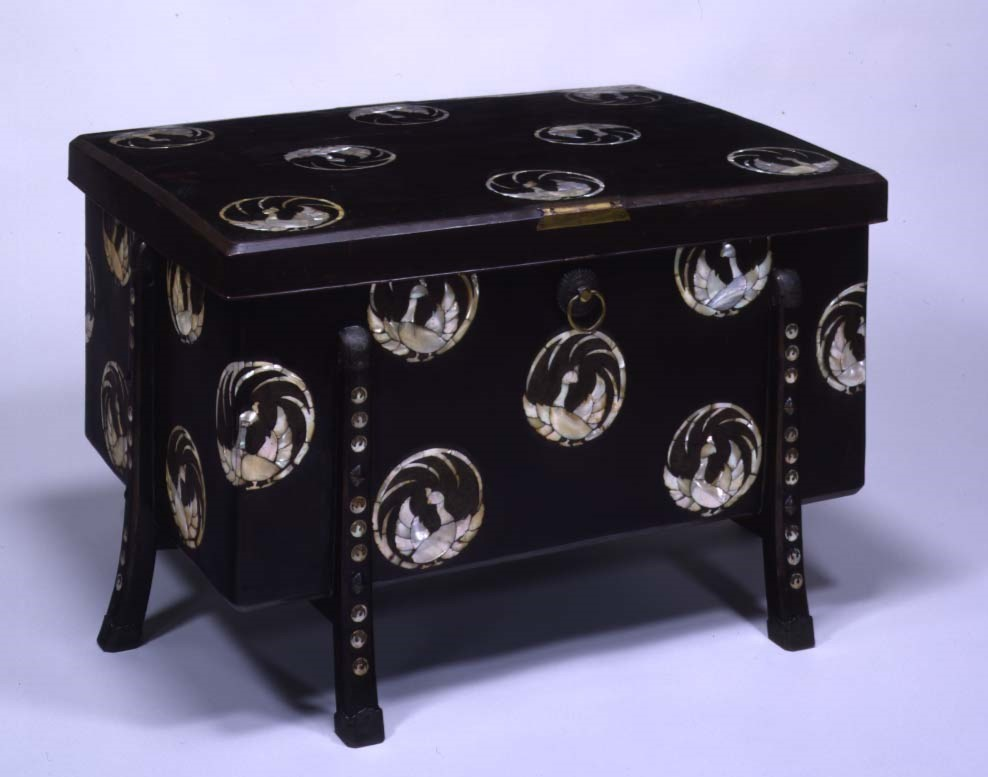
鳳凰円文螺鈿唐櫃

## 箱と櫃
和名類聚抄によれば「厨に似て上に向けて開闔する器」と定義されている。和漢三才図会では小型のものが箱で大型のものが櫃であるとする。エンサイクロペディア・ブリタニカやオックスフォード英語辞典でもチェスト（chest）は大型のボックス (box) であるとしている。日本語でも英語でも相対的に大きさで区別されるなど認識の共通性がみられる。

## 日本の櫃
「ひつ」は大和言葉であり、櫃をそう読むのは訓読みである。聖櫃（）などは重箱読みであり、櫃の音読みは「キ」である。

### 倭櫃
脚が付いていないものは倭櫃（）と呼ばれる。

### 唐櫃
倭櫃に対し、4本または6本の脚のついた櫃は唐櫃（）といい、宝物・衣服・文書・武具などの内容物を湿気から守るために用いられてきた。
棺も唐櫃と呼ぶ。ただし本来は「屍櫃」の意味である（屍をカラと呼ぶ現代語例として「なきがら」などがある）。このことから、墓石下の遺骨を納める空間（納骨棺）を、「かろうと」から「カロート」というようになった。

## 西洋のチェスト

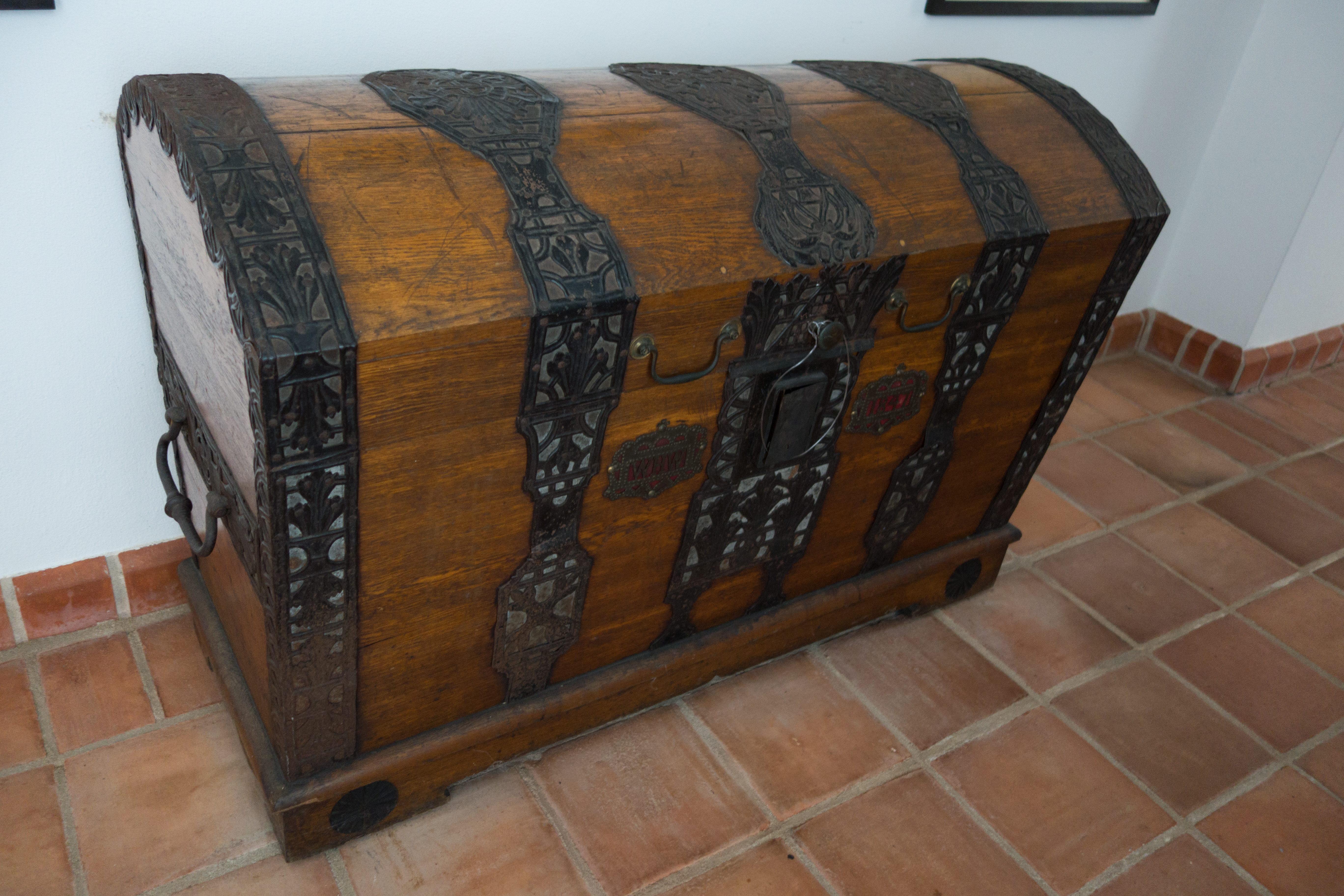
ドイツのオラニエンブルク城のチェスト

西ヨーロッパでは、螺旋階段を上がった階上や地下室など、家の最も安全な場所に据え置かれた。
チェスト（櫃）を所有することは自由人のみに許された特権とされ、財産を表象する象徴的な家具とされた。11世紀末から12世紀初頭の西ノルウェーでは、成文律で奴隷を解放する際には教会に赴くかチェストの上に座らせて宣誓させる方法がとられていた。
中世西ヨーロッパでは、結婚により他の領地に出ていく者は自らの領主に税を支払い許可を取る必要があり、家具類も一つずつ課税されることがあった。特にチェストについてはノルマンディー地方などではサイズに応じて課税された。

## 主な櫃の種類
- 米櫃
- 飯櫃（おひつ）
- 茶櫃
- 長櫃

- 炭櫃
- 聖櫃
- 長持